# Velgošti
Velgošti (makedonska: Велгошти) är en ort i Nordmakedonien. Den ligger i kommunen Ohrid, i den sydvästra delen av landet, 110 kilometer sydväst om huvudstaden Skopje. Velgošti ligger 774 meter över havet och antalet invånare är 3 060.